# کرتش (ناحیه پلهریموف)
کرتش (به چکی: Křeč) یک منطقهٔ مسکونی در جمهوری چک است که در ناحیه پلهریموو واقع شده‌است. کرتش ۱۰٫۴ کیلومتر مربع مساحت و ۲۲۳ نفر جمعیت دارد و ۶۴۵ متر بالاتر از سطح دریا واقع شده‌است.